# Sonate voor violoncello en basso continuo in d-mineur
Sonate voor violoncello en basso continuo in d mineur was een compositie van de Italiaanse componist Antonio Vivaldi. De compositie is hoogstwaarschijnlijk verloren gegaan. De compositie is weliswaar in de Ryom-Verzeichnis opgenomen. Het nummer 38 is aan de compositie toebedeeld.
nr. 1 in Bes majeur · nr. 2 in F majeur · nr. 3 in a mineur · nr. 4 in Bes majeur · nr. 5 in e mineur · nr. 6 in Bes majeur · nr. 7 in a mineur · nr. 8 in Es majeur · nr. 9 in g mineur · RV 38, verloren gegaan